# Graždanskij prospekt (stanice metra v Petrohradu)
Graždanskij prospekt (rusky Гражданский проспект) je stanice Petrohradského metra.

## Charakter stanice
Stanice byla otevřena 29. prosince 1978 jako součást úseku Akademičeskaja – Devjatkino, který je zároveň z celé trasy nejnovější. Nachází se ve čtvrti Graždanka na severu města, je trojlodní, se sloupy. Má jeden výstup s povrchovým vestibulem, střední loď je na jedné straně ukončena stěnou, na které je velký znak SSSR.